# Max Marek
 (avril 2012).
Si vous disposez d'ouvrages ou d'articles de référence ou si vous connaissez des sites web de qualité traitant du thème abordé ici, merci de compléter l'article en donnant les références utiles à sa vérifiabilité et en les liant à la section « Notes et références ».
Max Marek est un peintre, illustrateur et découpeur allemand né à New York (États-Unis) en 1957 et vit en Allemagne depuis 1970.

## Biographie
Max Marek poursuit ses études et travaille à Paris comme illustrateur de 1977 à 1981 pour divers magazines. Ses dessins se trouvent actuellement dans la « Collection Dance of the New York Public Library for the Perfoming Arts » au Lincoln Center à New York. Artiste plasticien depuis 1982, il expérimente différentes techniques: huile, lithographie, sculpture. Ses premières lithographies sont imprimées à l’atelier Franc Bordas à Paris. Ses premières gravures datent pour leur part de 1992.
Il travaille aussi pour les théâtres de danse et fait un grand nombre d’expositions personnelles et collectives: Paris, Strasbourg, Hambourg, Munich, Cologne, Berlin, Chemnitz, Laren (Pays-Bas), Horsens (Danemark), Buenos Aires (Argentine), New York (USA). Il fut également invité en tant qu'artiste par la fondation ISART à Montréal (Canada).
Artiste du livre depuis 2001, de par une technique originale de découpages à la main. Chaque livre est ainsi un exemplaire unique et appartiennent aux collections publiques: Musée für Kunst und Gewerbe(Hambourg), Kunstbibliothek à Berlin, Deutsches Tanzarchiv à Cologne, Archiv Folkwang Schule à Essen, Bayrische Landesbank à Munich, Herzog August Bibliothek à Wolfenbüttel, Limon Dance Fondation à New York, Musée für Angewandte Kunst à  Frankfort, etc.

Il participe enfin à des colloques scientifiques, à des rencontres autour du livre d’artiste et aux salons spécialisés en Allemagne, en Belgique et en France. En 2013, invité d'honneur à la Biennale internationale des livres d'artistes Biblioparnasse, Max Marek a participé à la table ronde Biblioparnasse au sommet du livre d'artiste Arlette Albert-Birot a écrit: 

« Ici même sur le salon Biblioparnasse, j’ai découvert Max Marek, un artiste inventif : à partir de son travail, on peut donner encore des définitions renouvelées du terme livres d'artiste. Ses tirages sont forcément limités par la matière même qu’il utilise et la façon dont il la travaille (pliages, entrelacs, montages à partir de rebut de textes imprimés en braille). »